# (29197) Gleim
(29197) Gleim (1991 AQ2) – planetoida z pasa głównego asteroid okrążająca Słońce w ciągu 3,86 lat w średniej odległości 2,46 j.a. Odkryta 15 stycznia 1991 roku.